# 1130
1130 (MCXXX) var ett normalår som började en onsdag i den julianska kalendern.

## Händelser

### Februari
- 14 februari – Sedan Calixtus II har avlidit dagen innan väljs Gregorio Papareschi till påve och tar namnet Innocentius II. Samtidigt utses Anacletus II till motpåve.

### Mars
- 26 mars – När Sigurd Jorsalafarare dör utbryter i Norge ett inbördeskrig om kungamakten, som kommer att pågå till 1240 och gå till historien som borgarkriget. Det börjar med att Sigurds son Magnus och hans bror Harald Gille båda utropas till kungar av Norge i opposition mot varandra.

### Okänt datum
- Magnus den starke avsätts som kung i Västergötland och därmed står Sverker den äldre som ensam pretendent till den svenska tronen och blir därmed kung av Sverige.
- Biskop Siward drivs i landsflykt till Tyskland och återvänder aldrig mer.
- Den danske ärkebiskopen Ascer viger Henrik till biskop i Sigtuna.
- Biskopssätet i Sigtuna flyttas till Gamla Uppsala.
- Bulverket i Tingstäde träsk på Gotland överges (omkring detta år).
- Chrétien de Troyes och Marie de France börjar skriva sagan om Kung Artur.
- Den normandiske hertigen Roger upphöjs av påven till kung av Sicilien.

## Födda
- Clemens III, född Paolo Scolari, påve 1187–1191.
- Magnus Henriksson, dansk prins, svensk tronpretendent 1160–1161.
- Birgitta Haraldsdotter, norsk prinsessa, svensk titulärdrottning 1160–1161, gift med Magnus Henriksson.
- Zhu Xi, kinesisk filosof.
- Géza II, ungersk kung.
- Joakim av Floris (omkring detta år).
- Herrad av Landsberg, tysk författare, forskare och nunna.

## Avlidna
- 13 februari – Honorius II, född Lamberto Scannabecchi, påve sedan 1124.[1]
- 26 mars – Sigurd Jorsalafarare, kung av Norge sedan 1103.
- Margareta Fredkulla, svensk prinsessa, drottning av Norge 1101–1103 (gift med Magnus Barfot) och av Danmark sedan 1105 (gift med Nils Svensson).
- Maud av Huntingdon, drottning av Skottland sedan 1124 (gift med David I) (död detta eller nästa år)
- Teresa av Leon, portugisisk grevinna, drottning och regent.
- Alam al-Malika, jemenitisk sångerska och regent i Zabid.